# Иоанникий (Руднев)
Митрополи́т Иоанни́кий (в миру Иван Максимович Руднев; 20 февраля (4 марта) 1826, Верхнее Скворчее, Новосильский уезд, Тульская губерния — 7 (20) июня 1900, Голосеевская пустынь) — епископ Православной российской церкви; с 17 ноября 1891 года митрополит Киевский и Галицкий; с 25 января 1898 года первенствующий член Святейшего Синода. Богослов, основатель 3-х духовных журналов: «Руководство для сельских пастырей», «Труды Киевской Академии», «Миссионерское обозрение».

## Биография
Родился 20 февраля 1826 года, по другим данным в 1827 году в семье бедного дьячка в селе Верхнем Скорчье (в иных источниках — Вышнем-Скворчем) Новосильского уезда Тульской губернии (ныне в Орловской области); обучался в Тульской духовной семинарии.
В 1849 году окончил курс в Киевской духовной академии; 11 октября того же года принял монашеский постриг.
21 декабря 1854 года возведён в сан архимандрита.
С 1856 года — инспектор Киевской духовной академии.
С 6 октября 1858 года ректор Киевской духовной семинарии и настоятель Киево-Братского Богоявленского монастыря, в 1859 году — ректор академии.
С 6 октября 1860 года ректор Санкт-Петербургской духовной академии.
12 июня 1861 году хиротонисан во епископа Выборгского, викария Санкт-Петербургской епархии, с оставлением в должности ректора.
С 12 января 1864 года епископ Саратовский и Царицынский.
С 13 июля 1873 года епископ Нижегородский и Арзамасский.
14 февраля 1877 года возведён в сан архиепископа.
С 8 декабря 1877 года архиепископ Карталинский и Кахетинский, Экзарх Грузии.
С 1881 года член Святейшего синода и почётный член Казанской духовной академии.
С 27 июня 1882 года — митрополит Московский и Коломенский.
В мае 1883 года возглавил совершение чина священного коронования Александра III, а позже в том же месяце — освящение завершённого строительством Храма Христа Спасителя в Москве.
В 1889 году поручил архитектору Н. В. Султанову разработать проект новой церкви для своего родного села, Вышнее Скворчее (Верхнее Скворчье, ныне Залегощенского района Орловской обл.). 12 июня 1894 года храм был торжественно освящён в присутствии митрополита Иоанникия (взорван в 1945 году).
Обер-прокурор Святейшего синода К. П. Победоносцев в своём письме императору Александру III от 15 октября 1891 года, в связи с вопросом о замещении вакантной Киевской кафедры (за кончиною митрополита Платона (Городецкого)), писал: «Московский митрополит Иоанникий, человек безупречный в нравственном отношении, по характеру своему не пришёлся по Москве. Он сух и необщителен, а Москва имеет свои особенности: там любят ласковое обращение и приветливость. Его не полюбили в Москве, и, кажется сам он это чувствует. В Киеве положение его было бы удобнее и свойственнее его природе.» В ответном письме от 8 ноября того же года Александр III благодарил Победоносцева и писал: «Ваши соображения насчёт назначения в Москву арх. Леонтия из Варшавы, а в Киев Московского митрополита я совершенно одобряю и думаю сам, что это лучше.»
С 17 ноября 1891 года — митрополит Киевский и Галицкий.
С 31 января 1892 года почётный член Московской духовной академии.
6 мая 1895 года сопричислен ордену Св. Андрея Первозванного.
14 мая 1896 года пожалован бриллиантовым крестом на митру.
По смерти Санкт-Петербургского митрополита Палладия (Раева), рескриптом от 25 декабря 1898 года назначен первенствующим членом Святейшего Синода (что было весьма необычно для Киевского митрополита).
Во всех епархиях, в которых он епископствовал, им были организованы дома для вдов и сирот духовного ведомства, свечные епархиальные заводы, доходы с которых шли на содержание семинарий и училищ, училища для девиц духовного звания, общежития для своекоштных учеников духовных училищ и семинарий.
Скончался 7 июня 1900 года в Голосеевской обители. Погребение его 11 июня возглавил митрополит Московский Владимир (Богоявленский); похоронен в Крестовоздвиженской церкви на Ближних Пещерах в Киево-Печерской Лавре, рядом с митрополитом Арсением (Москвиным).

## Канонизация и почитания
20 июля 2016 года на заседании Священного Синода УПЦ (МП) был причислен к лику местночтимых святых.
28 августа 2016 года в праздник Успения Пресвятой Богородицы, во время Божественной литургии на соборной площади в Киево-Печерской Лавре состоялось прославление в лике святых митрополита Киевского и Галицкого Иоанникия (Руднева) и схииеромонаха Вассиана Слепого.

## Сочинения
- Речь, сказанная при вручении жезла Преосвященному Амфилохию, епископу Угличскому, вик. Ярославской епархии. "Приб. к «ЦВ» 1888, № 19, с. 507.
- Приветственная речь в Успенском соборе. "Приб. к «ЦВ» 1888, № 44, с. 1203.
- Речь к новорукоположённому епископу Виссариону 30 июля 1889 года. "Приб. к «ЦВ» 1889, № 33, с. 965.
- Речь при освящении нового помещения для Перевинского духовного училища. "Приб. к «ЦВ» 1890, № 42, с. 1399.
- Речь при хиротонии епископа Димитрия Самбикина. «Моск. Еп. Вед.» 1887, № 3.
- Речь при вручении жезла новопоставленному епископу Александру. «Прав. Собес.» 1885, июль, с. 563.
- Юбилейный сборник: Речи, слова, беседы и назидательные статьи. СПб., 1899.
- Речь при вручении посоха новопоставленному епископу Можайскому Мисаилу 20 февраля 1883 года. «Прав. Обозрен.» 1883, февраль, с. 463.
- Речь при открытии общежития при Московской духовной семинарии. «Прав. Обозрен.» 1885, октябрь, с. 375.
- Речь, сказанная новопоставленному епископу Геннадию Сухумскому. «Прав. Обозрен.» 1887, январь, с. 3.
- Речь при вручении посоха Преосвященному Амфилохию, епископу Угличскому. «Прав. Обозрен.» 1888, май-июнь, с. 485.
- Речь при освящении нового дома общежития в Перервинском духовном училище. «Прав. Обозрен.» 1890, сентябрь, с. 206.
- «Пять слов о покаянии». СПБ, 1899.
- «Для нового года верным чадам Церкви архипастырское наставление о том, чем и как каждый православный христианин должен служить святому делу вразумления заблудших братий». СПБ.
- Речь при вручении жезла новохиротонисанному епископу Чигиринскому Димитрию 28 июня 1898 года. «Труды К. Д.А.» 1898, июль, с. 111.
- Слово в великий пяток. М., 1890.
- Речь при прощании с московской паствою 8 дек. 1891 г. в кафедральном Христа Спасителя соборе. М., 1891.
- Слово при вступлении в управление киевской паствою и Киево-Печерскою Успенскою лаврою. Киев, 1891.
- Поучения, речи и внебогослужебные чтения. Киев, 1903.